# St. Johannes Baptista (Schlüsselfeld)

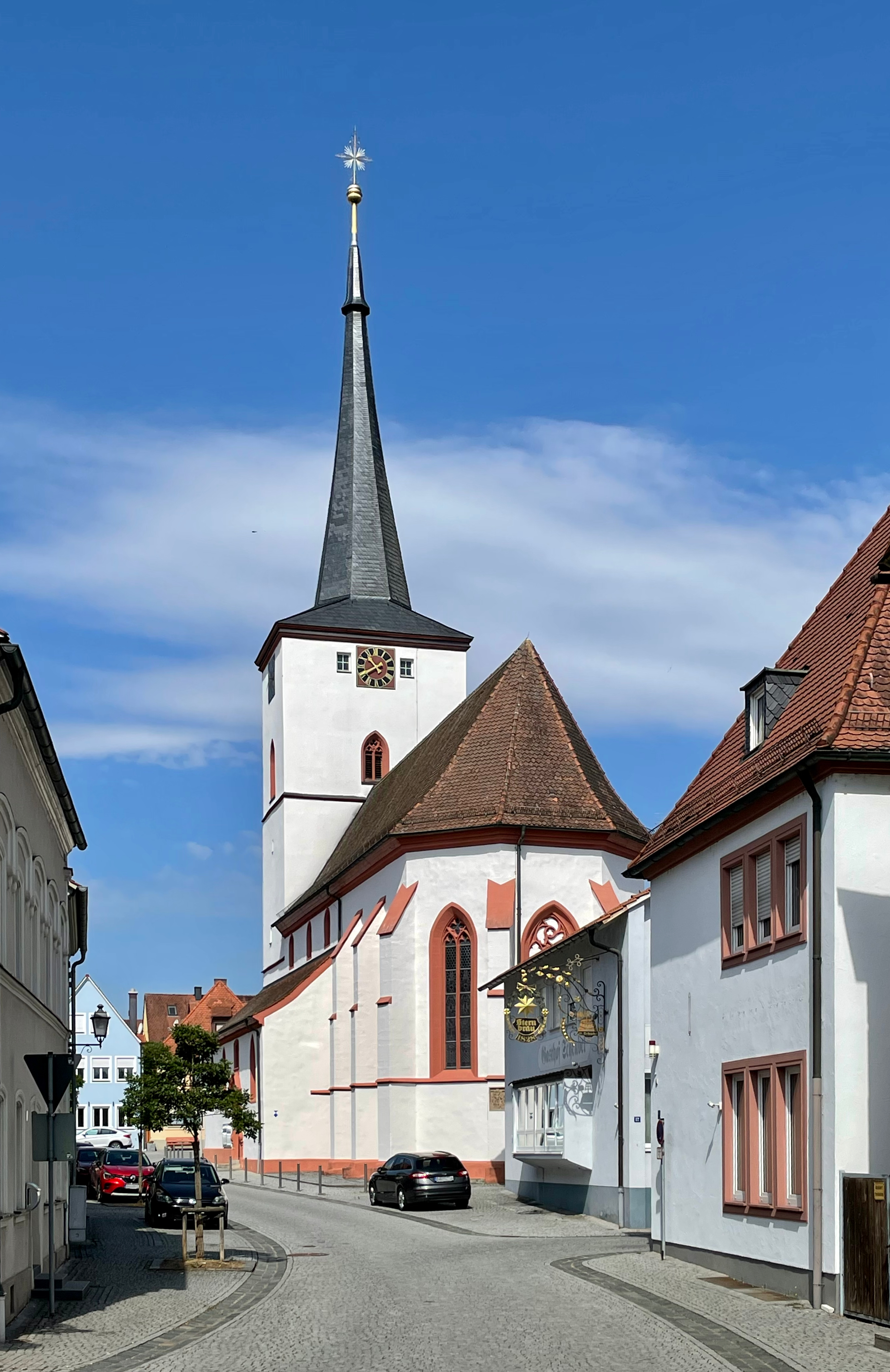
Pfarrkirche St. Johannes Baptista (Schlüsselfeld) in Ostansicht

Die römisch-katholische, denkmalgeschützte Pfarrkirche St. Johannes Baptista befindet sich in der Stadt Schlüsselfeld im oberfränkischen Landkreis Bamberg (Bayern). Die Pfarrei Schlüsselfeld wurde 1376 gegründet. Sie gehört zum Seelsorgebereich Dreifrankenland im Steigerwald im Dekanat Ansbach des Erzbistums Bamberg.
Kirchenpatron ist Johannes der Täufer.

## Beschreibung
Die dreischiffige Basilika geht im Kern auf die zweite Hälfte des 14. Jahrhunderts zurück. Im Ausstattungsverzeichnis der Pfarrei Schlüsselfeld aus dem Jahr 1614 wird zum ersten Mal das Weihedatum der Schlüsselfelder Pfarrkirche als das Jahr 1349 genannt, womit vielleicht die Vorgängerkirche gemeint ist. Ob die Seitenschiffe bereits zur Entstehungszeit entstanden sind oder erst später hinzugefügt wurden, wird unterschiedlich diskutiert. Der querrechteckige Fassadenturm wurde im Westen des Langhauses eingestellt. 1610 wurde er um ein Geschoss aufgestockt, das die Turmuhr und den Glockenstuhl beherbergt, und mit einem schiefergedeckten, achtseitigen Knickhelm bedeckt, einer sogenannten Julius-Echter-Spitze. Der geostete Chor mit zwei Jochen und 5/8-Schluss setzt in gleicher Breite das Mittelschiff fort.

### Innenraum

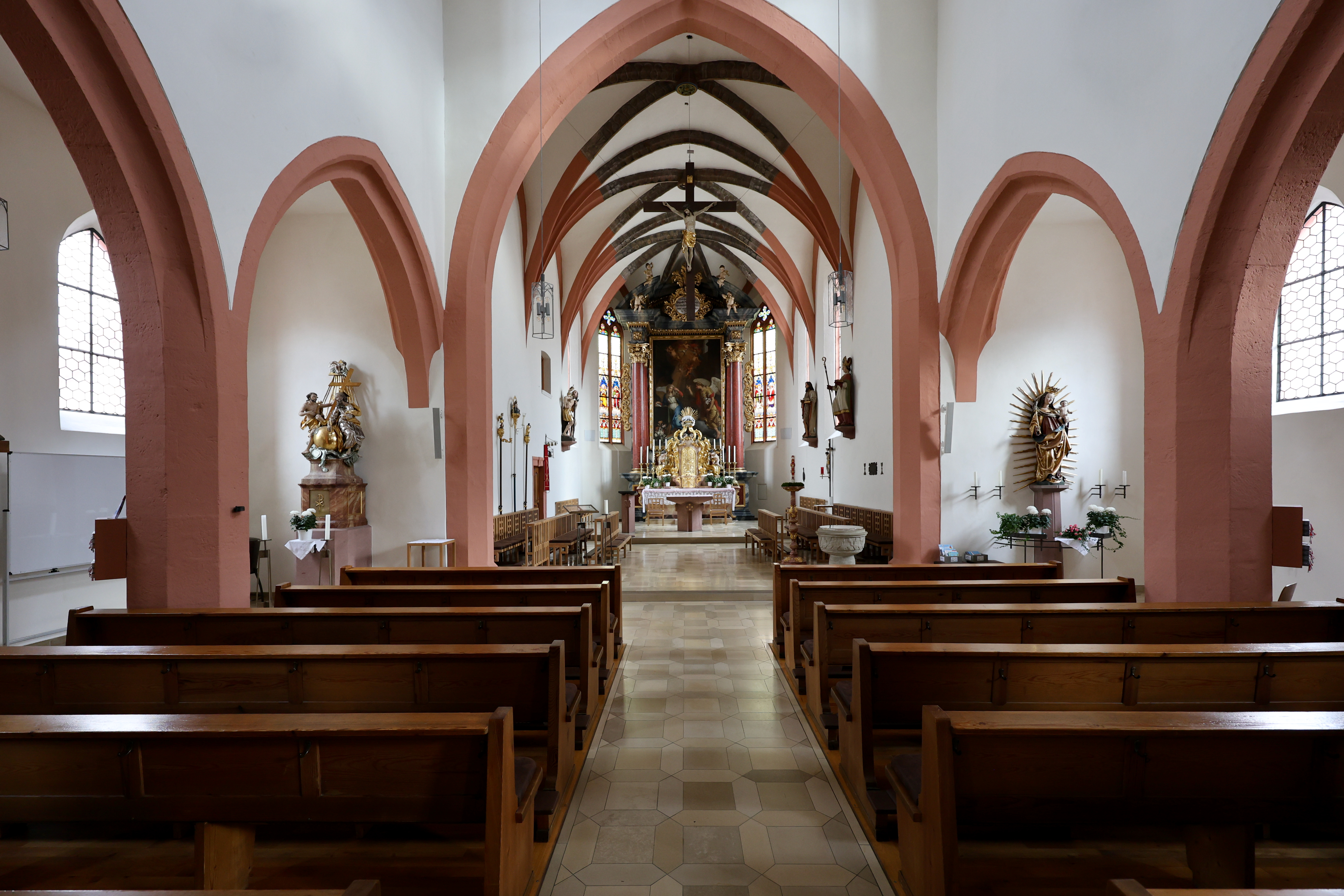
Pfarrkirche St. Johannes der Täufer Schlüsselfeld Innenansicht

Durch ein mit einfachen gotischen Formen geschmücktes Portal im Westen sowie zwei mit barocken Formen umrahmte Portale im Norden und Süden gelangt man in den Innenraum. Die Decken des Langhauses und der Seitenschiffe sind flach. Der Chor wird von einem gotischen Kreuzrippengewölbe überspannt. Die Schlusssteine zieren das Lamm Gottes, das Wappen von Schlüsselfeld sowie Blattwerk. Die gotischen Maßwerkfenster beinhalten Glasmalereien des 19. Jahrhunderts mit den Darstellungen von Petrus, Paulus, Bonifatius und des Bamberger Bischofs Otto I. Über der Empore, auf der die Orgel steht, befindet sich ebenfalls ein Kreuzrippengewölbe.

### Ausstattung
Von der einstigen spätgotischen Innenausstattung sind außer der Schnitzfigur des hl. Johannes des Täufers im Chorraum und der spätgotischen Madonna im südlichen Seitenschiff keine weiteren Ausstattungsgegenstände vorhanden. Noch zu Beginn des 17. Jahrhunderts befanden sich in der Pfarrkirche fünf spätmittelalterliche Flügelaltäre. Vor dem Hochaltar stand ein weiterer Altar, der sogenannte Apostelaltar, auf welchem sich eine Skulptur des Kirchenpatrons befand.

#### Chorraum

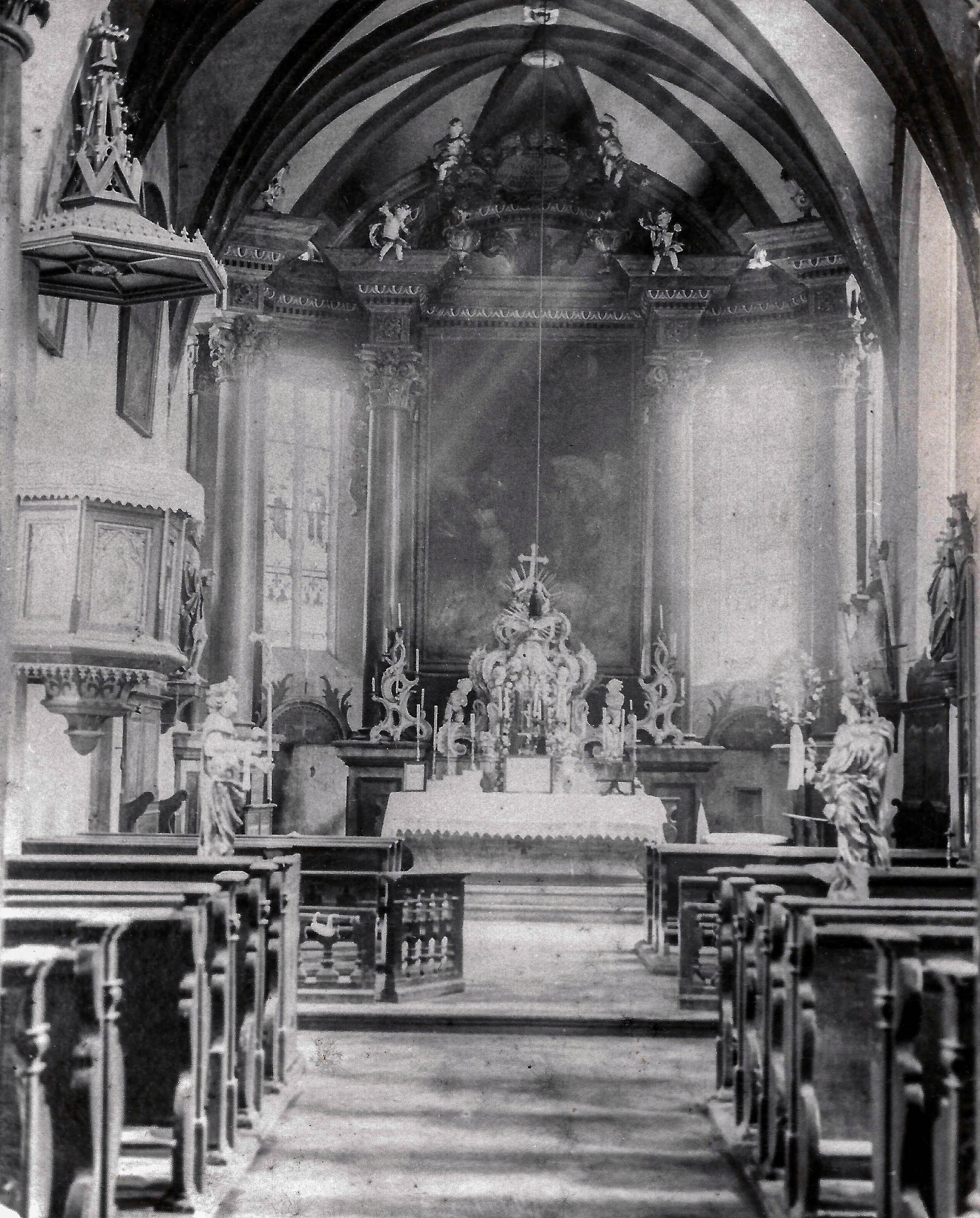
Altaraufsatz noch mit vier Säulen im Jahr 1909, später wurden zwei entfernt.

Der barocke Hochaltar wurde von dem Würzburger Franziskaner Kilian Stauffer nach Plänen von Johann Caspar Brandt oder Balthasar Esterbauer ursprünglich für die Würzburger Universitätskirche, der heutigen Neubaukirche, 1701/02 geschaffen. 1821 gelangte er von dort nach Schlüsselfeld und wurde verkleinert in die Pfarrkirche eingebaut. Das zentrale Altarblatt malte Oswald Onghers im Jahr 1702. Es zeigt die Verkündigung der Geburt Jesu Christi an Maria durch den Erzengel Gabriel. Der Rokokotabernakel stammt noch von dem Vorgängeraltar und wurde 1766 von Johann Peter Wagner angefertigt. Im Chorraum befinden sich gefasste Schnitzfiguren: südlich der Kirchenpatron, der hl. Johannes der Täufer (unbekannt, um 1480) und daneben der hl. Nikolaus (unbekannt, um 1. Hälfte des 17. Jahrhunderts); links der hl. Christophorus mit Kind (Bamberger Bildhauer Franz Bauer, Entwurf von Prof. Heinrich Mayer, 1932). Der neue Zelebrationsaltar (1994) stammt von dem Bamberger Bildhauer Christoph Mai.

#### Nördliches Seitenschiff
Die spätbarocke Figurengruppe mit einer Darstellung der Heiligen Dreifaltigkeit stammt von dem Bamberger Hofbildhauer Johann Bernhard Kamm (1770). An der nördlichen Seitenschiffwand befindet sich eine Darstellung der Beweinung Christi des Würzburger Bildhauers Peter Gasser (1937), geschnitzt nach einer im Zweiten Weltkrieg zerstörten Schnitzfigurengruppe von Johann Peter Kamm.

#### Südliches Seitenschiff
An der Stirnseite des südlichen Seitenschiffes befindet sich eine spätgotische Figurengruppe mit der Darstellung einer stehenden Maria mit Kind (unbekannter Meister, um 1480). Ganz in der Nähe ist in die südliche Wand ein Ölbergrelief (um 1650) eingelassen. Die Epitaphien in der Pfarrkirche beschreiben die Ruhestätten ehemaliger Schlüsselfelder Amtsleute und deren Ehefrauen. Im hinteren südlichen Seitenschiff befinden sich die steinernen Grabmale des Wolf von Crailsheim (gest. 1573) und seiner Mutter, Elisabeth von Giech (gest. 1529), die Jörg Riemenschneider zugeschrieben werden. Der farbig ausgeführte Kreuzweg mit 14 Stationen stammt vom Staffelsteiner Bildhauer Peter Morgenroth aus dem Jahr 1910 und ist auf die beiden Seitenschiffe verteilt.

## Orgel

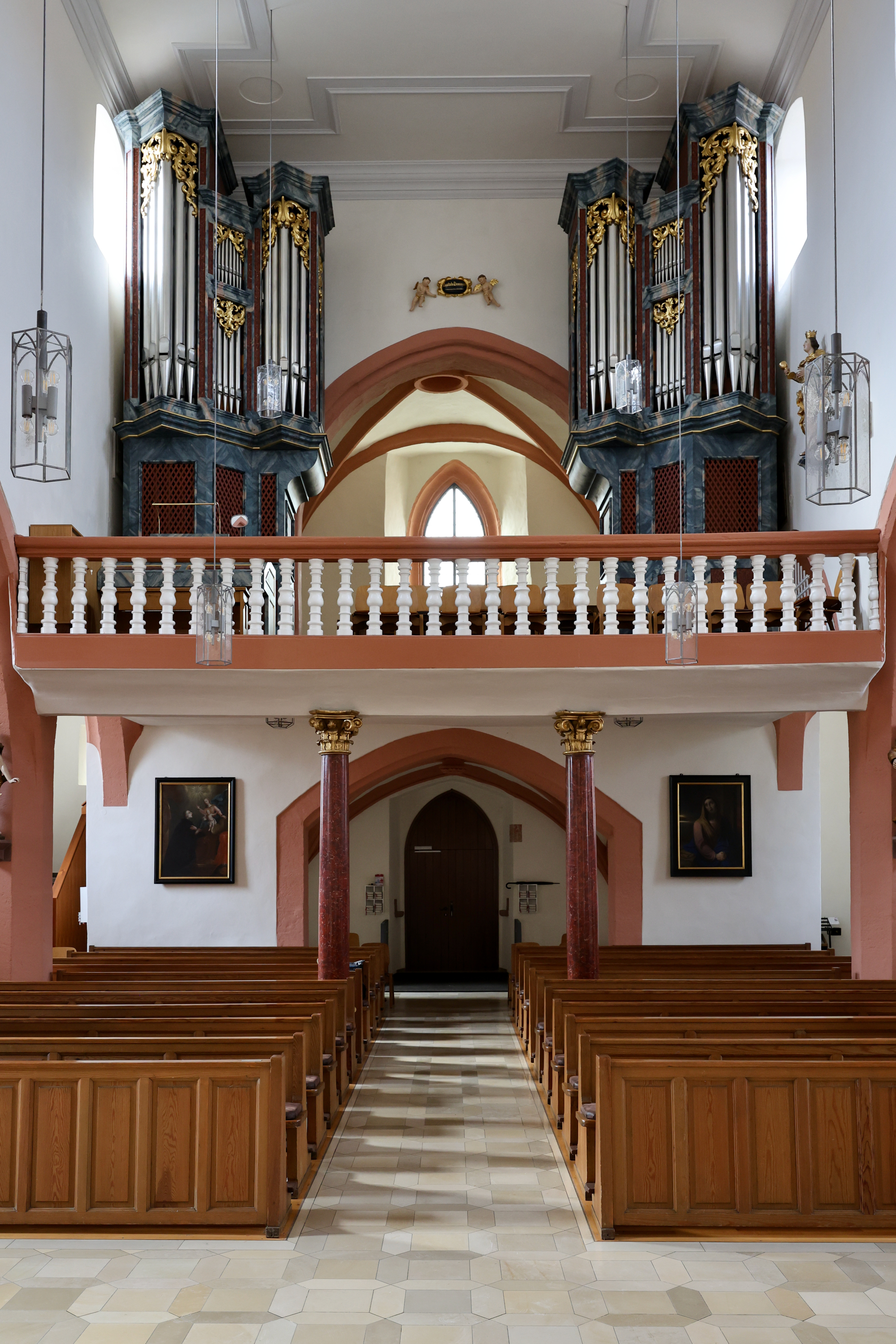
Pfarrkirche St. Johannes der Täufer Schlüsselfeld – Blick nach Westen mit Orgel von Wolfgang Eisenbarth

Das hochwertige Orgelwerk baute Wolfgang Eisenbarth im Jahr 1988. Die Orgel besitzt 29 Register, verteilt auf zwei Manualen und Pedal, worunter sich zahlreiche romantische Stimmen befinden. Das Orgelwerk besteht aus Schleifladen. Die Spieltraktur ist rein mechanisch, während die Registertraktur als Doppeltraktur sowohl mechanisch als auch elektrisch ist.

### Disposition
| I. Manual (Hauptwerk) C–g3 |                |       |
| 1.                         | Bourdon        | 16′   |
| 2.                         | Principal      | 8′    |
| 3.                         | Copula         | 8′    |
| 4.                         | Viola da Gamba | 8′    |
| 5.                         | Octav          | 4′    |
| 6.                         | Spitzflöte     | 4′    |
| 7.                         | Quinte         | 2 ⁄3′ |
| 8.                         | Octav          | 2′    |
| 9.                         | Quinte         | 1 ⁄3′ |
| 10.                        | Mixtur 4-fach  | 1 ⁄3′ |
| 11.                        | Trompete       | 8′    |

| II. Manual (Schwellwerk) C–g3 |                     |                |
| 12.                           | Rohrflöte           | 8′             |
| 13.                           | Salicional          | 8′             |
| 14.                           | Vox caelestis       | 8′             |
| 15.                           | Fugara              | 4′             |
| 16.                           | Querflöte           | 4′             |
| 17.                           | Sesquialtera 2-fach | 2 ⁄3′ + 1 3⁄5′ |
| 18.                           | Nachthorn           | 2′             |
| 19.                           | Piccolo             | 1′             |
| 20.                           | Echomixtur 4-fach   | 2′             |
| 21.                           | Basson              | 16′            |
| 22.                           | Hautbois            | 8′             |
|                               | Tremulant           |                |

| Pedalwerk C–f1 |                   |       |
| 23.            | Contrabass        | 16′   |
| 24.            | Subbass           | 16′   |
| 25.            | Prestant          | 8′    |
| 26.            | Bassflöte         | 8′    |
| 27.            | Weitprincipal     | 4′    |
| 28.            | Hintersatz 4-fach | 2 ⁄3′ |
| 29.            | Posaune           | 16′   |

## Glocken
Das siebenstimmige Geläut umfasst folgende Glocken, von denen sechs Glocken harmonisch aufeinander abgestimmt sind und mit den Glocken der Schlüsselfelder Marienkirche, der sogenannten Marienkapelle, ein harmonisches Gesamtgeläut mit insgesamt acht Glocken ergibt. Die Kreuzglocke wird nur separat geläutet.
- Christkönigsglocke (cis’, 1750 kg), Erdinger Glockengießerei, 1958.
- Die Kiliansglocke (e’, 1100 kg), 1629 gestiftet, 1691 und 1764 von Laurentius Roth umgegossen.
- Johannesglocke (fis’, 760 kg), Glockengießerei Schilling, Heidelberg, 1969.
- Muttergottesglocke (gis’, 580 kg), Christoph, Glockengießer zu Nürnberg, 1602.
- Michaelsglocke (h’), Glockengießerei Bachert GmbH, Neunkirchen, 1984.
- Josefsglocke (cis’, 200 kg), Erdinger Glockengießerei, 1958.
- Kreuzglocke (ais’, 330 kg), Johann Adam Roth, 1730, wird nur separat geläutet.